# 나노 다이아
나노 다이아(ナノダイヤ, uni NanoDia)는 일본의 미쓰비시 연필에서 생산하는 샤프심이다. 2008년에 발매되었다.
미쓰비시 연필에 따르면 세계 최초로 나노 다이아몬드를 배합한 샤프심이며, 덕분에 심의 강도를 유지하면서 더 매끄러운 필기감을 제공한다. 제품에는 심 1개 (60 mm) 당 약 4억 개의 나노 다이아몬드가 함유되어 있으며, 흑연 입자 사이에 나노 다이아몬드 입자가 들어있어 마찰을 줄임으로써 종이에 매끄럽게 쓸 수 있다.
2010년에는 세계 최초로 나노 다이아몬드를 배합한 연필 '나노 다이아 연필'을 발매하였다. 2014년에는 컬러 샤프심인 '유니 나노 다이아 컬러'와 교과서 등의 코팅 용지용으로 개량한 '유니 나노 다이아 교과서용'이 발매되었다.

## 참고 문헌
- “シャープ替芯『ユニ　ナノダイヤ』”. 三菱鉛筆. 2008년 9월 11일. 2017년 1월 19일에 원본 문서에서 보존된 문서. 2017년 1월 13일에 확인함.
- “かきかた鉛筆「ナノダイヤえんぴつ」”. 三菱鉛筆. 2010년 11월 25일. 2017년 1월 19일에 원본 문서에서 보존된 문서. 2017년 1월 13일에 확인함.
- “「クルトガ スタンダードモデル ０．７ｍｍ」「ユニ ナノダイヤ カラー」”. 三菱鉛筆. 2014년 9월 12일. 2017년 1월 19일에 원본 문서에서 보존된 문서. 2017년 1월 13일에 확인함.
- “「ユニ ナノダイヤ 教科書対応芯」”. 三菱鉛筆. 2014년 10월 21일. 2017년 1월 19일에 원본 문서에서 보존된 문서. 2017년 1월 13일에 확인함.
- “三菱鉛筆、滑らかに書ける児童向け鉛筆　芯にダイヤ粒子配合”. 《日経QUICKニュース》 (日経QUICKニュース社). 2010년 11월 25일.
- “消しやすいカラフル替え芯　三菱鉛筆”. 《日経QUICKニュース》 (日経QUICKニュース社). 2016년 11월 11일.
- “第45号 ナノダイヤを使った鉛筆”. 《産業技術メールマガジン 技術のおもて側、生活のうら側》. 経済産業省. 2012년 3월 29일. 2017년 1월 16일에 원본 문서에서 보존된 문서. 2017년 1월 13일에 확인함.